# Chorizema cordatum
Chorizema cordatum là một loài thực vật thân thảo trong họ Đậu đặc hữu của các vùng phía tây của Tây Úc.

## Hình ảnh

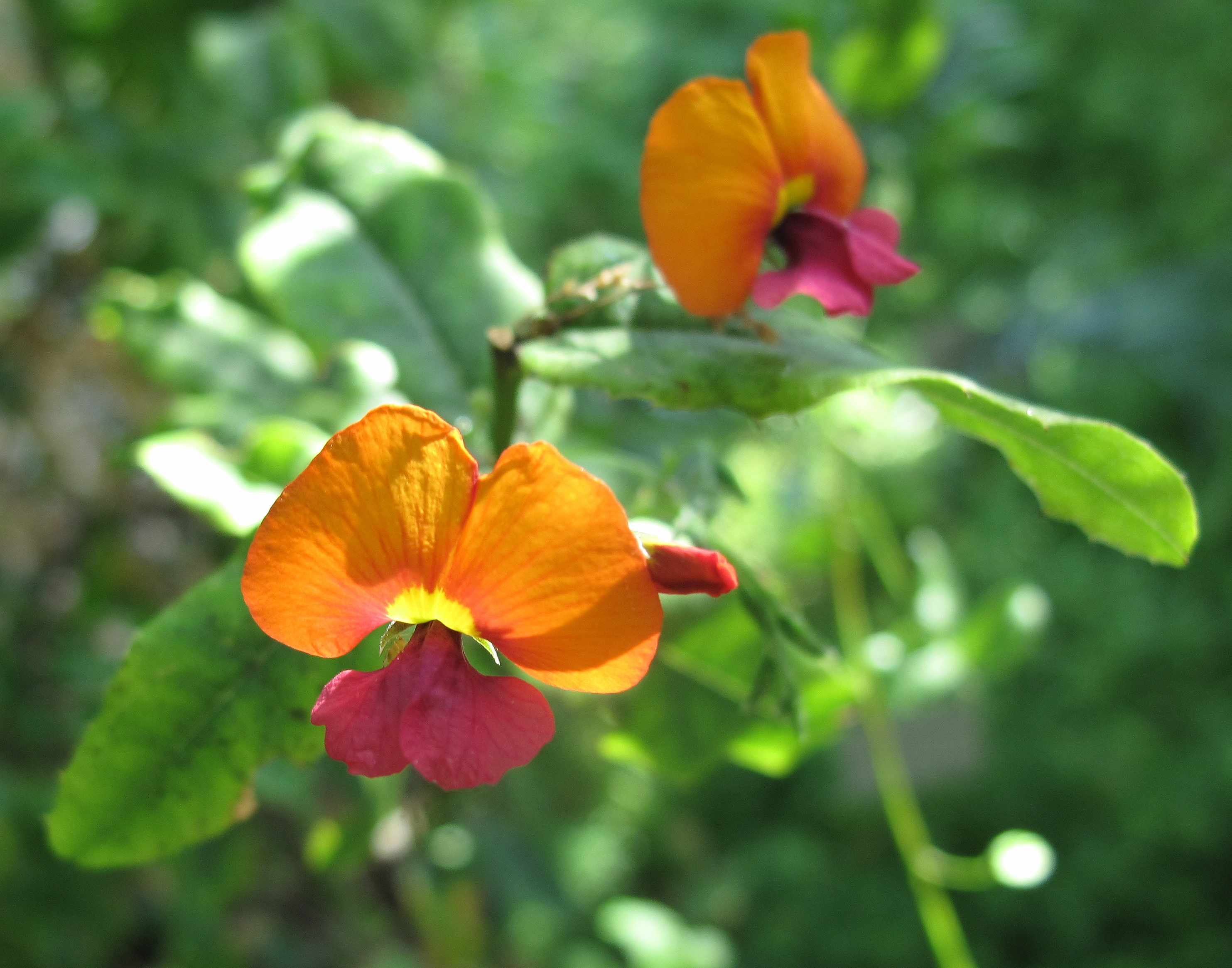
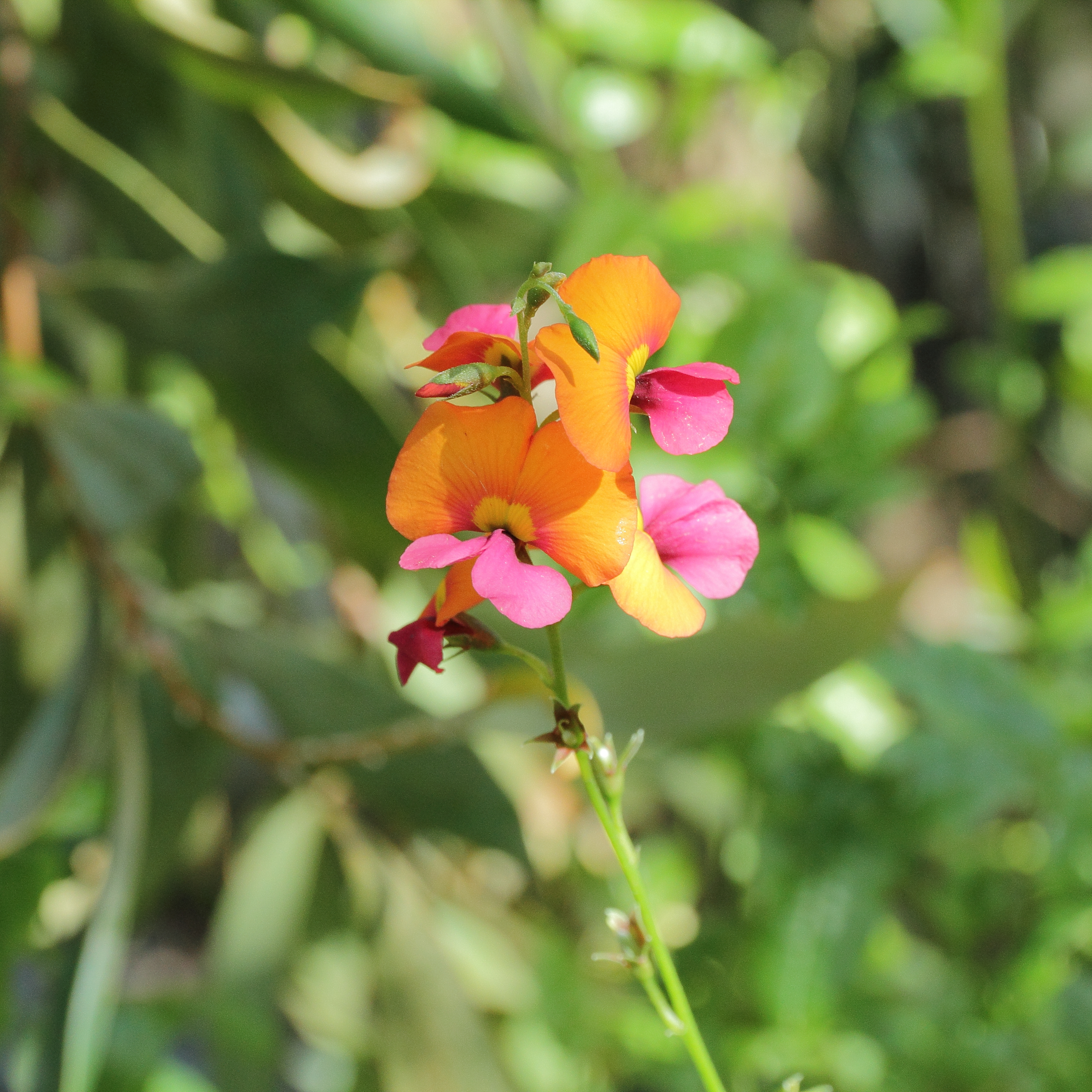
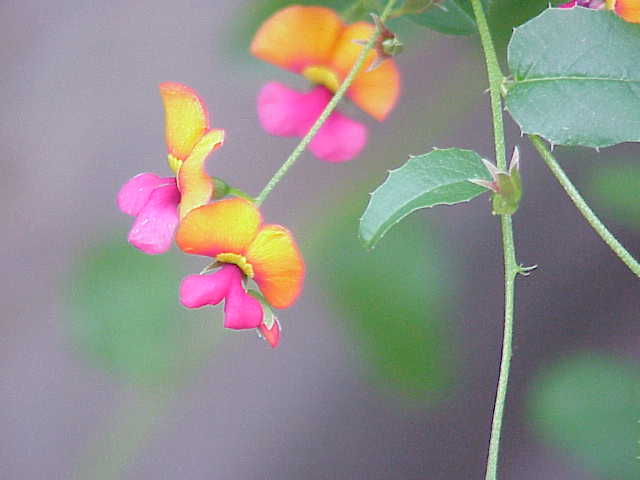
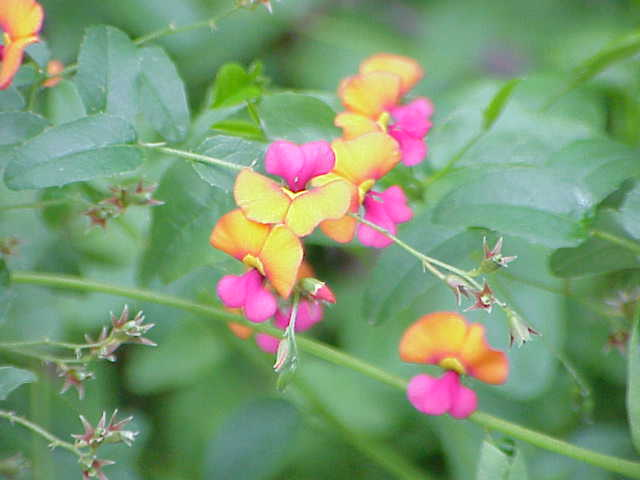